# Robert Giffen
Pour les articles homonymes, voir Giffen.

Economic inquiries and studies, 1904

Robert Giffen (22 juillet 1837 - 12 avril 1910) est un économiste écossais.

## Biographie
Ses études permirent de mettre en évidence un nouveau type de bien auquel il donna son nom : le bien Giffen.
Il découvrit ce  type de bien en étudiant le comportement d'Irlandais à la suite d'une hausse du prix des pommes de terre lors de la grande famine irlandaise. Il constata que le pouvoir d'achat des gens diminuait en même temps que le prix des pommes de terre augmentait. Cela affectait leur consommation : ils consommaient moins d'autres types de biens mais plus de pommes de terre car cela restait tout de même le bien le moins cher.
Un bien Giffen est donc un bien de première nécessité que l'on consomme plus lorsque son prix augmente.